# Евдокия Дукена Ласкарина
Евдокия Дукена Ласкарина (греч. Εὐδοκία Δούκαινα Λασκαρίνα, ум. 1311) — никейская принцесса, дочь императора Феодора II Ласкариса и Елены Болгарской, сестра императора Иоанна IV.
Император Михаил VIII, стремившийся избавиться от дочерей Феодора, в которых он видел возможных претенденток на престол, выдал её в конце 1261 замуж за лигурийского графа Гульельмо Пьеро де Вентимилью (1230—1278), прибывшего в это время в Константинополь. В 1262 она отправилась с мужем в Италию. В этом браке родились пять детей:
- Джованни I Ласкарис, граф ди Вентимилья, граф ди Тенда. От него происходит ветвь Ласкарис-Вентимилья.
- Джакомо Ласкарис, граф ди Вентимилья.
- Отто Ласкарис, епископ Вентимильи.
- Ватаца Ласкарис ди Вентимилья, замужем за португальским дворянином Мартином Жилем де Соузой. Фрейлина Изабеллы Арагонской, жены португальского короля Диниша I.
- Лукреция Ласкарис ди Вентимилья.

После смерти графа де Вентимильи в 1278 вместе со вдовой Иоанна III Ватаца Анной-Констанцией и незамужними дочерьми отправилась ко двору арагонского короля. Там в 1281 она вышла замуж за Арно Роже де Комменжа, графа де Паллар (ум. 1288).
Во втором браке родила еще троих детей:
- Сибилла (ум. 1330), графиня де Паллар, замужем за Уго, бароном де Матаплана (ум. 1328), ставшим графом де Паллар de iure uxoris. От них происходит позднейшая линия графов де Паллар.
- Виоланта[5] (ум. после 1311), замужем (1297) за Химено Коронелем.
- Беатриса (ум. после 1330), виконтесса де Вильямур, замужем за Гильермо де Англесолой.

После смерти мужа у неё завязался роман с адмиралом Бернатом де Серриа, следствием чего стало её удаление от арагонского двора. Умерла в 1311, похоронена в доминиканском монастыре в Сарагосе.